# Atlético Veragüense
La Sociedad Deportiva Atlético Veragüense o (simplemente conocido como Atlético Veragüense) fue un equipo de fútbol fundado en 1996 en la Provincia de Veraguas en Panamá. Desapareció en el 2019, luego de ser desafiliado por la Federación Panameña de Fútbol. 
Fue relegado en el año 2019 de la segunda categoría a la Cuarta división (Liga Distritorial) por problemas financieros, por los cuáles no se le renovó la licencia para poder participar del torneo. Esta entidad deportiva tenía como sede la ciudad de Santiago, Panamá.

## Historia
El Club Atlético Veraguense es un equipo de fútbol de Panamá. Tiene su sede en la región central del país, Santiago de Veraguas. Desde su fundación, su mejor actuación fue el subcampeonato del Clausura 2005 donde cayó en la final ante el San Francisco FC. En el 2001 se proclamó campeón de la segunda categoría con una impresionante victoria sobre el Zona Libre de Bocas del Toro 4 goles por 3, en el partido por el título. En el 2002 La Primavera (Atl. Veragüense) venció a Expreso Bocas 2-1 y ganó el ascenso a la Liga Panameña de Fútbol, en 2003 el equipo pasó a denominarse de La Primavera a Atlético Veragüense. 
En el 2007 tuvo un pobre actuación y se salvó por el hecho de que no había descenso. 
En el torneo LPF Clausura 2011 tuvieron una buena campaña pero descendieron por falta de puntos, ya que en la última fecha necesitaban los tres puntos para mantener la categoría y asegurar un cupo para las semifinales, al final ceden ante el Tauro FC por marcador de 2-0. Por las próximas temporadas sus participaciones en la segunda categoría tuvieron altibajos continuos donde su mayores logros en el periodo 2013-2015.
- Apertura 2013: Cuartos de final.
- Clausura 2014: Cuartos de final.
- Clausura 2015: Semifinales.

Luego de proclamarse Campeón del torneo Clausura y subcampeón de la Super Final de la Liga Nacional de Ascenso (Panamá) 2015-2016, el Atlético Veragüense entra en Negociaciones con Chepo FC para adquirir su cupo en la Liga Panameña de Fútbol, ya que por motivos económicos estos deciden renunciar a su posición en Primera División de Panamá. Llegando a un Acuerdo Cambian su Nombre a Sociedad Deportiva Atlético Veragüense, con sede en el Estadio Aristocles "Toco" Castillo Santiago de Veraguas ocupando la plaza que deja Chepo FC en la Liga Panameña de Fútbol en la Próxima Temporada 2016/2017.En su primera temporada en la primera división del fútbol panameño desde 2011 el Sociedad Deportiva Atlético Veragüense
logra una buena participación donde se disputó un cupo a la final de Torneo Clausura con el Tauro FC donde el equipo taurino llega a la final en un global de 3-2 
- Clausura 2017: Semifinales.

### Adquisición de cupo y cambio de nombre
Debido a que adquirió el cupo en la Liga Panameña de Fútbol para la temporada 2016-2017 del extinto Chepo Fútbol Club, debió cambiar su razón social para poder oficializar dicha compra, por lo cual pasó de llamarse Club Atlético Veragüense a Sociedad Deportiva Atlético Veragüense. Duró un total de tres temporadas en primera división, hasta que enfrentara problemas económicos y fuera relegado de categoría.

## Problemas Financieros
En el año 2019, en las renovaciones y profesionalismos que realizaba la Federación Panameña de Fútbol a las diferentes ligas que esta rige, luego de la clasificación de la Selección de fútbol de Panamá a la Copa Mundial de Fútbol de 2018. Se procedió con el licenciamiento de clubes, tanto en la Liga Panameña de Fútbol (Primera división de Panamá) y la Liga Nacional de Ascenso (Segunda división de Panamá), se le exigían algunos requisitos a los equipos para poder participar de la siguiente temporada de fútbol. El Atlético Veragüense no pasó los mismos, ya que el momento de presentar la parte financiera, la Federación Panameña de Fútbol, mediante la comisión de licenciamiento planteada mediante dicha federación, con apoyo de la Confederación de Norteamérica, Centroamérica y el Caribe de Fútbol (CONCACAF), rechazaron los documentos presentados. Aparte de esto el club mantenía una denuncia por parte de los jugadores ante la AFUTPA, que es la (Asociación de futbolista de Panamá), por el impago de las quincenas de varios meses a los jugadores. Es por esto que ante la presión de AFUTPA y los segundos documentos no presentados para la continuidad del club dentro de la segunda división del fútbol panameño, la FEPAFUT mediante el comité de licenciamiento, deciden relegar de la segunda máxima categoría del fútbol panameño por problemas financieros, por los cuáles no se le renovó la licencia para poder participar del torneo en el que se encontraba bajaba a la categoría inferior, es decir, la tercera división (Copa Rommel Fernández), pero como en esta división solo participan los equipos que por merecimiento hayan saludo Campeones o Subcampeones de las diferentes ligas provinciales, se le comunica al Atlético Veragüense que al igual que Rio Abajo FC, el otro equipo sancionado, deberán empezar desde la Liga Distritorial correspondiente, es decir, la cuarta división del país y ganar su derecho a participar en la Copa Rommel Fernández la próxima temporada 2020,ya que se encontraba en disputa la 2019 cuando esto sucedió.

## Uniforme
El uniforme tradicional del Atlético Veragüense es una camiseta blanca con rayas azules y los pantalones blanco de local.
| Período   | Patrocinador              |
| --------- | ------------------------- |
| 2016-2019 | Bandera de México · Keuka |

## Jugadores
"Clásico Interiorano de Panamá"

 Atlético Chiriqui

## Palmarés

### Torneos nacionales
- Subcampeón de la Super Final LNA :2015-2016.
- Campeón de la Liga Nacional de Ascenso 2001 y Clausura 2016.
- Subcampeón de la Liga Panameña de Fútbol : Clausura 2005.
- Campeón Copa Rommel Fernández: 1997.